# Can Llonch
Can Llonch és una masia del municipi de Gavà (Baix Llobregat) inclosa en l'Inventari del Patrimoni Arquitectònic de Catalunya.

## Descripció
És un edifici en ruïnes, estructura asimètrica i cossos adossats. Es troba molt malmesa, resten dempeus només els murs. S'observen dos portals de mig punt, adovellats amb pedra de marès, igual que les llindes i brancals.
Aquesta masia, on s'han trobat restes ceràmiques d'època íbero-romana, és de possible origen medieval. L'any 1833 es van realitzar reformes a la masia. La referència d'aquestes obres ve donada per un rellotge de sol que hi ha a la façana principal.